# Augustin Fabre (médecin)
Pour les articles homonymes, voir Augustin Fabre (homonymie) et Fabre.
Augustin Fabre, né le 11 décembre 1836 à Marseille et mort dans la même ville le 17 janvier 1884, est un médecin français.

## Biographie
Issu d'une des plus riches familles de négociants de Marseille, fils du négociant-armateur César Fabre et d'Élisabeth Long, Augustin Fabre est le frère ainé de l'armateur Cyprien Fabre, fondateur de la Compagnie française de navigation à vapeur Cyprien Fabre & Cie.
Interne des hôpitaux de Paris en 1858, il devient professeur à l'École de médecine, plusieurs de ses cours sont publiés (Étude sommaire sur l'importation du choléra et les moyens de la prévenir, La Chlorose, etc.). Il collabore activement à l'édition de plusieurs revues : la Gazette des hôpitaux, Marseille-Médical, l'Union médical, etc. 
Très charitable, il a été surnommé le médecin des pauvres.

## Sources
- Dr Jean Bernard, Le Docteur Augustin Fabre, confrère de Saint-Vincent-de-Paul, vice-président de la Conférence de Saint-Joseph, 1836-1884, allocution prononcée à l'Assemblée générale des conférences de Marseille, le 27 février 1944, 1944
- Abbé Louis Guérin, Le docteur Augustin Fabre. Notice biographique, Société anonyme de l'imprimerie marseillaise, 1884.
- Jean Sauvet, Éloge de Monsieur le docteur Augustin Fabre, Typ. et Lith. Barlatier-Feissat, Marseille, 1884